# Patrimônio Cultural Imaterial da Humanidade
Patrimônio Cultural Imaterial da Humanidade (português brasileiro) ou Património Cultural Imaterial da Humanidade (português europeu), também chamado Patrimônio Cultural Intangível da Humanidade e antes designado Patrimônio Oral e Imaterial da Humanidade, é uma distinção criada em 1997 pela Organização das Nações Unidas para a Educação, a Ciência e a Cultura para a proteção e o reconhecimento do patrimônio cultural imaterial, abrangendo as expressões culturais e as tradições que um grupo de indivíduos preserva em respeito da sua ancestralidade, para as gerações futuras. São exemplos de patrimônio imaterial: os saberes, os modos de fazer, as formas de expressão, celebrações, as festas e danças populares, lendas, músicas, costumes e outras tradições.

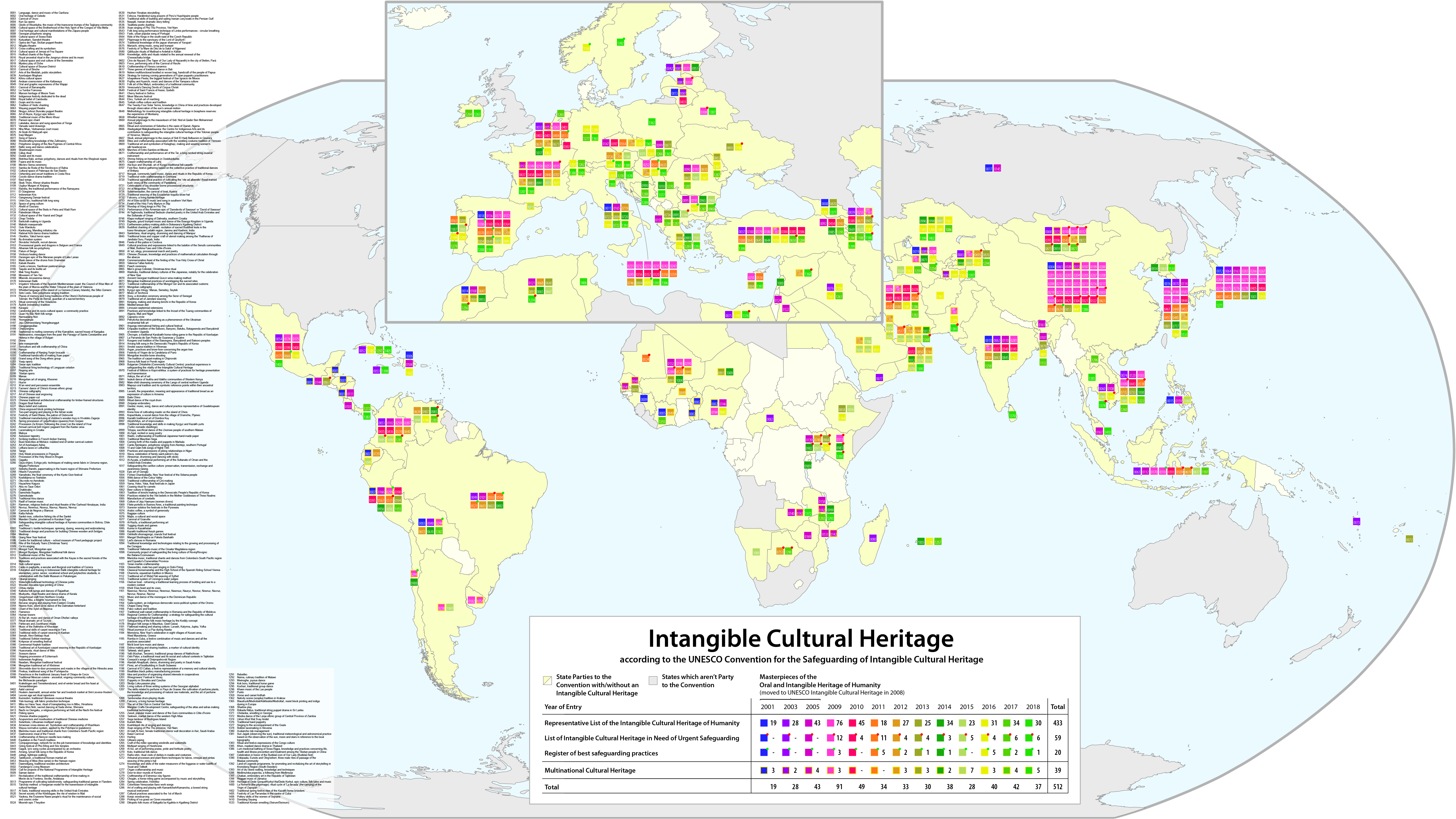
Mapa da UNESCO do Patrimônio Cultural Imaterial da Humanidade

A cada dois anos são escolhidos os bens a partir das candidaturas apresentadas pelos países signatários da Convenção para a Salvaguarda do Patrimônio Cultural Imaterial. A primeira lista de bens inscritos foi divulgada em 2001, seguida por outras duas, em 2003 e 2005, totalizando 90 bens imateriais inscritos.

## Definição
A Convenção para a Salvaguarda do Patrimônio Cultural Imaterial define o patrimônio cultural imaterial como as práticas, representações, expressões, bem como os conhecimentos e competências (incluindo instrumentos, objetos, artefatos, espaços culturais) que as comunidades, grupos e, em alguns casos, os indivíduos reconhecem como parte do seu patrimônio cultural. Às vezes é chamado de patrimônio cultural vivo, e se manifesta nos seguintes domínios, entre outros:
- Tradições e expressões orais, incluindo a língua como veículo do patrimônio cultural imaterial;
- Artes cênicas;
- Práticas sociais, rituais e eventos festivos;
- Saberes e práticas sobre a natureza e o universo;
- Artesanato tradicional.[3][4]

O patrimônio cultural em geral consiste nos produtos e processos de uma cultura que são preservados e transmitidos através das gerações.  Parte desse patrimônio assume a forma de bens culturais, formados por artefatos tangíveis, como edifícios ou obras de arte. Muitas partes da cultura, no entanto, são intangíveis, incluindo música, dança, teatro, habilidades, culinária, artesanato e festivais. São formas de cultura que podem ser registradas, mas não podem ser tocadas ou armazenadas em forma física, como em um museu, mas apenas vivenciadas por meio de um veículo que dá expressão a ela. Esses veículos culturais são chamados de "Tesouros Humanos" pela ONU. A proteção das línguas, como o maior e mais importante patrimônio cultural imaterial, também deve ser mencionada nesse contexto ou, segundo Karl von Habsburg, presidente da Blue Shield International, importante na era das guerras identitárias, porque a língua em particular pode se tornar alvo de ataques como um bem cultural simbólico.

De acordo com a Convenção para a Salvaguarda do Patrimônio Cultural Imaterial de 2003, o patrimônio cultural imaterial (ICH) – ou patrimônio vivo – é a mola mestra da diversidade cultural da humanidade e sua manutenção uma garantia para a criatividade contínua. É definido da seguinte forma:
Patrimônio Cultural Imaterial significa as práticas, representações, expressões, conhecimentos, habilidades – bem como os instrumentos, objetos, artefatos e espaços culturais a eles associados – que comunidades, grupos e, em alguns casos, indivíduos reconhecem como parte de seu patrimônio cultural. Este património cultural imaterial, transmitido de geração em geração, é constantemente recriado por comunidades e grupos em resposta ao seu ambiente, à sua interação com a natureza e à sua história, proporcionando-lhes um sentido de identidade e continuidade, promovendo assim o respeito pela diversidade cultural e pela criatividade humana. Para os fins desta Convenção, será considerado exclusivamente o patrimônio cultural imaterial compatível com os instrumentos internacionais de direitos humanos existentes, bem como com as exigências de respeito mútuo entre comunidades, grupos e indivíduos, e de desenvolvimento sustentável.

### Herança digital
O patrimônio digital é uma representação do patrimônio no âmbito digital e é uma subcategoria do Patrimônio Cultural Imaterial. Refere-se principalmente à utilização de meios digitais ao serviço da preservação do património cultural ou natural.

## Continuidade oral
- Grupo polifônico grego de Dropull vestindo skoufos e fustanella
- Grupo polifônico albanês de Skrapar vestindo qeleshe e fustanella

O patrimônio cultural imaterial é transmitido oralmente dentro de uma comunidade e, embora possa haver indivíduos que são portadores conhecidos da tradição, o Patrimônio Cultural Imaterial é muitas vezes mais amplo do que as próprias habilidades ou conhecimentos de um indivíduo. Um relatório de 2006 do governo de Terra Nova e Labrador disse, a respeito da cultura oral em sua área: "Os processos envolvidos na continuação deste conhecimento tradicional constituem um dos aspectos mais interessantes de nosso patrimônio vivo. Cada membro da comunidade possui um pedaço do conhecimento compartilhado.  O conhecimento crucial é transmitido durante as atividades comunitárias, muitas vezes sem qualquer atenção consciente ao processo".

## Preservação
Antes da Convenção da UNESCO, vários Estados já haviam feito esforços para salvaguardar seu patrimônio imaterial. O Japão, com sua Lei de Proteção de Propriedades Culturais de 1950, foi o primeiro a introduzir legislação para preservar e promover a cultura intangível e tangível: Importantes Propriedades Culturais Intangíveis são designadas e "detentores" reconhecidas dessas tradições artesanais e performáticas, conhecidas informalmente como Tesouros Nacionais Vivos. Outros países, incluindo a Coreia do Sul (Propriedades Culturais Intangíveis Importantes da Coreia), as Filipinas, a Ucrânia, os Estados Unidos, a Tailândia, a França, a Romênia, a República Tcheca e a Polônia, criaram programas semelhantes. 
Em 2003, a UNESCO adotou a Convenção para a Salvaguarda do Patrimônio Cultural Imaterial. Esta decisão entrou em vigor em 20 de Abril de 2006. A Convenção recomenda que os países e estudiosos desenvolvam inventários de Patrimônio Cultural Imaterial em seu território, bem como trabalhem com os grupos que mantêm para garantir sua continuidade de existência; também prevê que os fundos sejam voluntariamente coletados entre os membros da UNESCO e, em seguida, desembolsados para apoiar a manutenção do Patrimônio Cultural Imaterial reconhecida. A UNESCO também criou outros programas de cultura imaterial, como uma lista chamada Proclamação de Obras-Primas do Patrimônio Oral e Imaterial da Humanidade. Essa lista teve início em 2001 com 19 itens, sendo que mais 28 foram listados em 2003 e outros 43 em 2005. Em parte, a lista original foi vista como uma forma de corrigir o desequilíbrio na Lista do Patrimônio Mundial, uma vez que excluía muitas culturas do Hemisfério Sul que não produziam monumentos ou outras manifestações culturais físicas.